# Maria Luigia Borsi

Maria Luigia Borsi (2007)

Maria Luigia Borsi (* 1973 in Sora, Frosinone) ist eine italienische Opernsängerin. Als lyrische Sopranistin ist sie besonders bekannt für die Interpretation von Opern von Giacomo Puccini und Giuseppe Verdi. Zu den Eigenschaften, die von Rezensenten hervorgehoben werden, gehören ihre Atemkontrolle, Phrasierung, ihr reicher Ton und ihre schauspielerischen Fähigkeiten.

## Biographie
Maria Luigia Borsis Vater ist Toskaner, ihre Mutter stammt aus der italienischen Region Ciociaria südlich von Rom. Borsi begann ihr Gesangsstudium sehr jung. Sie sang in einem von Don Lelio Bausani gegründeten Kinderchor, La Corale „Domenico Savio“, und machte einen Abschluss in Gesang beim Istituto Musicale Pietro Mascagni in Livorno. Zu ihren wichtigsten Gesangslehrern gehörten Lucia Stanescu, Antonietta Stella, Renata Scotto und Claudio Desderi.
Sie ist mit dem amerikanischen Geiger Brad Repp verheiratet.

## Laufbahn
2002 gewann Maria Luigia Borsi den Wettbewerb beim Festival della Canzone Italiana in Sanremo und erhielt den Titel „Beste Opernsängerin“ (Präsident der Jury war der Tenor Andrea Bocelli). In den Jahren 2002, 2003, 2004 und 2008 nahm Borsi zusammen mit Andrea Bocelli an Tourneen durch Asien, Australien, die USA und Europa teil.
2004 begann Borsi ihre professionelle Opernkarriere am Teatro alla Scala, wo sie die Rolle von Liù in Giacomo Puccinis Oper Turandot unter dem Dirigenten Carlo Rizzi sang. Ebenfalls 2004 sang Borsi die Titelrolle Violetta in La traviata anlässlich der Wiedereröffnung des Teatro La Fenice in Venedig unter dem Dirigenten Lorin Maazel.
2006 sang Borsi erneut die Violetta in La traviata im Opernhaus Zürich zusammen mit dem Bariton Renato Bruson, den Tenören Giuseppe Sabbatini und José Cura und dem Bariton Giorgio Zancanaro. 2007 war Borsi zusammen mit José Carreras Gastkünstlerin bei der Abschlussfeier der Special Olympics World Summer Games in Shanghai. 2008 sang Borsi die weibliche Hauptrolle Desdemona in der Produktion der Salzburger Festspiele von Giuseppe Verdis Otello unter dem Dirigenten Riccardo Muti.
Maria Luigia Borsi ist auch als Rezitalistin bekannt und hat Solokonzerte an bekannten Spielstätten wie der Wigmore Hall gegeben. Sie war Begleiterin für Sänger wie José Carreras und Leo Nucci.

## Diskographie
- Ottorino Respighi: La Campana Sommersa, Dirigent: Donato Renzetti, Label: Naxos, 2018[22]
- Ludwig van Beethoven: Symphony No. 9 from Vatican City, Dirigent: Lorin Maazel, Label: Kultur[23]
- Giacomo Puccini: Turandot, Dirigent: Keri-Lynn Wilson, Label: La Fenice[24]
- Peter von Winter: Maometto, Dirigent: Gabriele Bellini, Label: Marco Polo[25]
- Wolfgang Amadeus Mozart: Don Giovanni, Dirigent: Zubin Mehta, Label: Helicon[26]
- Italian Soprano Arias, London Symphony Orchestra, Dirigent: Yves Abel, Label: Naxos[27][28]

## Auszeichnungen
Der Asteroid 82463 Mluigiaborsi, der 2001 von den italienischen Astronomen Luciano Tesi und Giuseppe Forti entdeckt wurde, wurde ihr zu Ehren nach ihrem Namen benannt. Die offizielle Benennung wurde am 7. Februar 2012 vom Minor Planet Center veröffentlicht (Minor Planet Circular 78270).